# 羅泳嫻
羅泳嫻（英語：Iva Law，1979年6月7日—）是香港女藝人及主持。羅泳嫻於日本在美容國際大賽勝出獲得兩大獎項，多次獲得刊登於日本美容雜誌中。亦為無綫電視基本藝人合約女藝人，現職為塔羅牌占卜師，並於銅鑼灣開平道設立塔羅水晶店。2022年以綽號(裸泳)-命運占卜師的身份參加了香港舉辦的通靈之王比賽，奪得冠軍。

## 簡歷
羅泳嫻早年於黃大仙神召會馬理信書院就讀高中。她於2001年加入無綫電視。曾演出多部電視劇，早期經常演出妓女、性感女郎等不起眼的角色。
2004年，羅泳嫻於戚其義監製的清裝古裝劇《金枝慾孽》當中所飾演的「陳妃」，一角，與一線花旦鄧萃雯的對手戲備受矚目。雖然她的角色只佔一集戲份（第1集身亡），但她的演技開始獲得關注。2005年，她在《心花放》中所飾演的「Tina」一角，開始為人熟悉，令其名氣提升。2011年，羅泳嫻在微博中表示，監製劉家豪認為她在《點解阿Sir係阿Sir》中儘管只飾演一名小角色（女明星），仍然也把演技發揮得很好。2012年，在《心戰》中飾演的倫慧晴（Charlie），首度與楊明合演情侣，其角色不幸殉職獲得不少觀眾寄予同情，讓她人氣急升，她在劇中客串其中3集，演技仍獲得留意。羅泳嫻亦憑藉此演出獲得不少廣告公司邀請她出任代言人。同年於《回到三國》中飾演糜夫人，因演技出色，再度獲得關注。

## 個人戀情
2002年，羅泳嫻因與吳啟華合作演出電視劇《黑夜彩虹》而擦出愛火花，從而成為吳啟華的女友。後來於2003年12月，有關報導指吳啟華北上尋歡，羅泳嫻得知後便與吳啟華和平分手。
2011年4月2日，她與拍拖多年的德國男友Daniel結婚，結束多年愛情長跑，正式結為夫婦。在經歷數年婚姻，異國情緣不再，並正式於2017年離婚。
2020年12月於無線電視舉辦之《長期服務暨傑出員工榮譽大獎頒獎典禮2020》時接受訪問表示其與同樣從事地產經紀的男友相戀，並於數個月前為對方誕下一子。但鑑於疫情關係，二人決定會先註冊待疫情穩定才補辦結婚派對。

## 演出作品

### 電視劇（無綫電視）
| 首播   | 劇名               | 角色                                               |
| 2001年 | 異靈靈異（單元劇） | 傅芷維                                             |
| 2002年 | 皆大歡喜           | 妓女、靚女、鄺夫人、參賽者、皖紅、佳麗、路人、戲迷 |
| 2002年 | 烈火雄心II         | Gary之妻                                           |
| 2002年 | 流金歲月           | 白靜紅                                             |
| 2002年 | 絕世好爸           | -                                                  |
| 2003年 | 十萬噸情緣         | 趙佩麗                                             |
| 2003年 | 黑夜彩虹           | 職 員                                              |
| 2003年 | 金牌冰人           | 玉 妃                                              |
| 2003年 | 戀愛自由式         | Elly                                               |
| 2003年 | 皆大歡喜           | Rachel、靚女酒保、玉蛛                             |
| 2003年 | 美麗在望           | 靚 女                                              |
| 2003年 | 西關大少           | 賓 客                                              |
| 2003年 | 花樣中年           | 性感女郎                                           |
| 2004年 | 皆大歡喜           | 寶珠、May姐、貴妃、靚女、菲同學、大肚婆、司徒珊    |
| 2004年 | 金枝慾孽           | 陳 妃                                              |
| 2004年 | 下一站彩虹         | Moon                                               |
| 2004年 | 陀槍師姐IV         | 馬吟娣（Sandy Ma）                                 |
| 2004年 | 隔世追兇           | 賀正南女友                                         |
| 2005年 | 我的野蛮奶奶       | 孔詠雅                                             |
| 2005年 | 識法代言人         | Kathy                                              |
| 2005年 | 同撈同煲           | 娟                                                 |
| 2005年 | 情迷黑森林         | Cat                                                |
| 2005年 | 甜孫爺爺           | 羅美琦（KiKi）                                     |
| 2005年 | 隨時候命           | Eva                                                |
| 2005年 | 心花放             | Tina                                               |
| 2005年 | 胭脂水粉           | 區美美                                             |
| 2005年 | 阿旺新傳           | 接待員                                             |
| 2005年 | 奇幻潮             | Lily                                               |
| 2005年 | 本草藥王           | 王寧嬪                                             |
| 2006年 | 謎情家族           | 職 員                                              |
| 2006年 | 人生馬戲團         | May                                                |
| 2006年 | 愛情全保           | 啤酒女郎                                           |
| 2006年 | 滙通天下           | 影 憐                                              |
| 2006年 | 法證先鋒           | 施 錡（KiKi）                                      |
| 2006年 | 天幕下的戀人       | Gigi                                               |
| 2006年 | 鳳凰四重奏         | 陳小姐                                             |
| 2006年 | 潮爆大状           | 余子蕴                                             |
| 2006年 | 男人之苦           | Wing                                               |
| 2007年 | 溏心風暴           | 張樂恩（Lacy）                                     |
| 2007年 | 牛郎織女           | 九尾狐                                             |
| 2008年 | 金石良緣           | 榮女友                                             |
| 2008年 | 溏心風暴之家好月圓 | Macy                                               |
| 2008年 | 千謊百計           | 護 士                                              |
| 2008年 | 上海傳奇           | 袁彩芬                                             |
| 2009年 | 宮心計             | 冬 華                                              |
| 2010年 | 女人最痛           | Elaine                                             |
| 2010年 | 依家有喜           | Sa姐                                               |
| 2010年 | 談情說案           | 何秀珊                                             |
| 2010年 | 公主嫁到           | 司制                                               |
| 2010年 | 翻叮一族           | 傅訊部職員                                         |
| 2010年 | 天天天晴           | 張德如、周太                                       |
| 2010年 | 誘情轉駁           | Astrid（第5集）                                    |
| 2011年 | 花花世界花家姐     | Amy、模特兒                                        |
| 2011年 | 七號差館           | 寶 珠                                              |
| 2011年 | 團圓               | Ada                                                |
| 2011年 | 點解阿Sir係阿Sir   | 女明星                                             |
| 2011年 | 誰家灶頭無煙火     | 梁 太                                              |
| 2011年 | 魚躍在花見         | 司 儀                                              |
| 2011年 | 蓋世孖寶           | 小 雁                                              |
| 2012年 | 缺宅男女           | 朱頌恩                                             |
| 2012年 | 4 In Love          | Ada                                                |
| 2012年 | 當旺爸爸           | 高 妹                                              |
| 2012年 | 拳王               | Model                                              |
| 2012年 | 耀舞長安           | 崔妙絲                                             |
| 2012年 | 心戰               | 倫慧晴（Charlie）                                  |
| 2012年 | 愛·回家 (第一輯)   | Holly                                              |
| 2012年 | 回到三國           | 糜夫人                                             |
| 2012年 | 驚艷一槍           | 無夢女                                             |
| 2012年 | 肥婆奶奶扭計媳     | 診所護士                                           |
| 2012年 | 幸福摩天輪         | 丁韻芝                                             |
| 2013年 | 談談情·練練武      | Joe女友                                            |
| 2013年 | 戀愛季節           | 李皓兒（Chloe）                                    |
| 2013年 | 仁心解碼II         | 蘇芮之（So So）                                    |
| 2013年 | My盛Lady           | 剩 女                                              |
| 2014年 | 新抱喜相逢         | 黎穎芷（Heidi）                                    |
| 2014年 | 寒山潛龍           | 李桂蘭                                             |
| 2014年 | 愛·回家 (第一輯)   | Gina（第584集）                                    |
| 2015年 | 愛·回家 (第一輯)   | Tiffany（第712集）、Losita（第786、789集）         |
| 2015年 | 愛·回家 (第二輯)   | Ivy（第815集）                                     |
| 2015年 | 樓奴               | 啟民之女友                                         |
| 2015年 | 無雙譜             | 秀 雲                                              |
| 2015年 | 實習天使           | Marie                                              |
| 2016年 | 純熟意外           | 成 妻                                              |
| 2016年 | 愛·回家之八時入席  | 張小姐（第105集）、Tina（第184-185集）             |
| 2016年 | 為食神探           | Candy                                              |
| 2017年 | 親親我好媽         | 錢方秀媚（Daisy）                                  |
| 2017年 | 與諜同謀           | Lab職員                                            |
| 2017年 | 愛·回家之開心速遞  | 申 妻                                              |
| 2017年 | 誇世代             | 葉小麗                                             |
| 2018年 | 再創世紀           | 司儀                                               |
| 2019年 | 福爾摩師奶         | 華籍女子                                           |
| 2019年 | 白色強人           | 陳老師                                             |
| 2019年 | 金宵大廈           | 露比媽                                             |
| 2023年 | 靈戲逼人           | 食 客                                              |
| 2023年 | 你好，我的大夫     | 池 上                                              |
| 2024年 | 本尊就位           | 魏玉環                                             |

### 電影
| 首播   | 劇名       | 角色  |
| 2004年 | 鐵翼驚情   | -     |
| 2010年 | 最强囍事   | 秘 書 |
| 2010年 | 單身男女   | Lucy  |
| 2011年 | 勁抽福祿壽 | 名 模 |
| 2012年 | 車手       | 朋 友 |
| 2015年 | 華麗上班族 | 律 師 |

## 節目主持
- 香港暑假真好玩
- 2001定要扮野
- 愛情研究院（嘉賓主持）
- 東瀛遊韓國之旅（60集節目）
- 星級厨房（嘉賓主持）
- 星晨旅遊之「雲南真情趣」
- 日本北海道電視台「感動北海道」旅遊節目

## 電視節目（嘉賓）
- 2002：歡樂滿東華‧全台藝員卡拉之星大唱遊
- 2009：都市閒情之嫻談靚之選
- 2009：愛情研究院
- 2010：詭異檔案（TVB生活台）
- 2011：姊妹淘
- 2012：玩轉熱浪放暑假
- 2012：新派煮意（TVB為食台）
- 2013：姊妹淘
- 2013：兄弟幫
- 2014：我要做老闆
- 2014：姊妹淘
- 2014：兄弟幫
- 2015：兄弟幫
- 2016：姊妹淘
- 2016：兄弟幫
- 2017：兄弟幫
- 2018：兄弟幫
- 2022：通靈之王
- 2024：龍舞雲祥年初一[8]

## 電台節目
- 2012年：廣東電台城市之声 FM103.6 《明星陣容》
- 2012年8月28日：香港人网《恐怖在线》
- 2014年2月26日：D100香港台《靈凶翻騰半夜講呢啲》